# Château de Harfleur
Le château de Harfleur est une demeure  du XVIIe siècle qui se dresse sur le territoire de la commune française d'Harfleur, dans le département de la Seine-Maritime, en région Normandie. L'édifice est inscrit au titre des monuments historiques.

## Localisation
Le château est situé à l'emplacement des anciens remparts d'Harfleur, dans le département français de la Seine-Maritime.

## Historique
Pierre Costé, seigneur de Saint-Supplix, fils d'un bourgeois havrais anobli en 1593 par Henri IV, devenu conseiller-maître en la Chambre des comptes de Normandie, achète en 1636 un terrain situé au droit des anciens remparts et fossés de la ville, récemment démolis, au roi Louis XIII.
Sur la terre il fait élever un château qui est terminé en 1653 et achète à la paroisse une partie des terrains près du presbytère, situés rue Notre-Dame, actuelle rue de la République. En 1657, le domaine devient un fief sous le nom de Saint-Martin d'Harfleur qui change de nom en 1600 à la suite des protestations de l'abbaye de Montivilliers en fief d'Harfleur avec le titre de gouverneur d'Harfleur[réf. nécessaire].
À la mort du dernier Costé, marquis de Saint-Supplix, en 1755, le château passe à la famille La Bedoyère qui le fait restaurer en 1851 par l'architecte Fortuné Brunet-Debaines puis, en 1873, par Viollet-le-Duc.
Charles Schneider achète le château en 1910.
La ville d'Harfleur achète le château aux établissements Schneider en 1953 pour en faire l'hôtel de ville et le fait restaurer par l'architecte Liot[Qui ?] avec comme assistants les architectes Franche[Qui ?] et Alleaume[Qui ?].

## Description
Le château est un exemple d'architecture de style Louis XIII.

## Protection
Le château est inscrit au titre des monuments historiques par arrêté du 24 novembre 1926.